# Cibiessia minutispora
Cibiessia minutispora är en svampart som beskrevs av Crous & Carnegie 2007. Cibiessia minutispora ingår i släktet Cibiessia och familjen Teratosphaeriaceae.   Inga underarter finns listade i Catalogue of Life.